# Tretja slovenska nogometna liga 2017-2018
La Tretja slovenska nogometna liga 2017-2018 (in lingua italiana: Terzo campionato calcistico sloveno 2017-2018), abbreviata in 3. SNL 2017-2018, fu la ventiseiesima edizione della terza serie del campionato di calcio sloveno.

## Format e regole
Nella stagione 2017-18, la terza divisione slovena era divisa in 4 gironi per un totale di 50 squadre. Tre gironi (Centro, Nord ed Est) erano composti da 14 squadre, mentre il girone Ovest ne presentava 8 (2 in meno rispetto alla edizione precedente). I vincitori dei gironi accedevano agli spareggi per assegnare due posti in 2. SNL 2018-2019.
Nei gironi da 14 squadre era previsto un alto numero di retrocessioni per portare l'organico a 10 squadre ciascuno nella stagione successiva, in vista di un ritorno al format a due gironi, Ovest ed Est, per l'edizione 2019-20.
Nel girone Ovest veniva disputato un doppio girone di andata e ritorno per un totale di 28 giornate (7x4), mentre gli altri tre erano impostati su un normale girone andata e ritorno (13x2=26 giornate).

## Girone Ovest
|                       | Pos. | Squadra               | Pt | G  | V  | N | P  | GF | GS  | DR   |
| --------------------- | ---- | --------------------- | -- | -- | -- | - | -- | -- | --- | ---- |
|                       | 1.   | Bilje                 | 63 | 28 | 18 | 9 | 1  | 81 | 17  | +64  |
|                       | 2.   | Tolmin                | 54 | 28 | 17 | 3 | 8  | 68 | 30  | +38  |
|                       | 3.   | Izola                 | 47 | 28 | 14 | 5 | 9  | 75 | 37  | +38  |
|                       | 4.   | Adria                 | 45 | 28 | 13 | 6 | 9  | 38 | 46  | −8   |
|                       | 5.   | Vipava                | 44 | 28 | 12 | 8 | 8  | 61 | 41  | +20  |
|                       | 6.   | Primorje              | 31 | 28 | 8  | 7 | 13 | 33 | 45  | −12  |
|                       | 7.   | Jadran Hrpelje-Kozina | 24 | 28 | 7  | 3 | 18 | 28 | 66  | −38  |
|                       | 8.   | Ilirska Bistrica      | 7  | 28 | 2  | 1 | 25 | 15 | 117 | −102 |
| classifica, risultati |      |                       |    |    |    |   |    |    |     |      |

Legenda:
  Partecipa agli spareggi−promozione.
      Promosso in 2. SNL 2018-2019 dopo gli spareggi.
      Retrocesso nel Campionato inter−comunale.
      Escluso dal campionato.
Regolamento:
Tre punti a vittoria, uno a pareggio, zero a sconfitta.

## Girone Centro
|                       | Pos. | Squadra          | Pt | G  | V  | N | P  | GF | GS  | DR  |
| --------------------- | ---- | ---------------- | -- | -- | -- | - | -- | -- | --- | --- |
|                       | 1.   | Bled             | 60 | 26 | 19 | 3 | 4  | 61 | 22  | +39 |
|                       | 2.   | Brinje Grosuplje | 58 | 26 | 18 | 4 | 4  | 70 | 27  | +43 |
|                       | 3.   | Arne Tabor 69    | 51 | 26 | 16 | 3 | 7  | 54 | 24  | +30 |
|                       | 4.   | Zagorje          | 49 | 26 | 15 | 4 | 7  | 56 | 26  | +30 |
|                       | 5.   | Ivančna Gorica   | 48 | 26 | 15 | 3 | 8  | 57 | 48  | +9  |
|                       | 6.   | Šenčur           | 42 | 26 | 12 | 6 | 8  | 60 | 35  | +25 |
|                       | 7.   | Komenda          | 37 | 26 | 10 | 7 | 9  | 56 | 38  | +18 |
|                       | 8.   | Sava Kranj       | 36 | 26 | 10 | 6 | 10 | 40 | 41  | −1  |
|                       | 9.   | Jesenice         | 35 | 26 | 10 | 5 | 11 | 51 | 42  | +9  |
|                       | 10.  | Kolpa            | 34 | 26 | 10 | 4 | 12 | 41 | 35  | +6  |
|                       | 11.  | Kočevje          | 22 | 26 | 6  | 4 | 16 | 34 | 63  | −29 |
|                       | 12.  | Rudar Trbovlje   | 19 | 26 | 6  | 1 | 19 | 20 | 72  | −52 |
|                       | 13.  | Lesce            | 14 | 26 | 4  | 2 | 20 | 25 | 83  | −58 |
|                       | 14.  | Bohinj           | 13 | 26 | 3  | 4 | 19 | 32 | 101 | −69 |
| classifica, risultati |      |                  |    |    |    |   |    |    |     |     |

Legenda:
  Partecipa agli spareggi−promozione.
      Promosso in 2. SNL 2018-2019 dopo gli spareggi.
      Retrocesso nel Campionato inter−comunale.
      Escluso dal campionato.
Regolamento:
Tre punti a vittoria, uno a pareggio, zero a sconfitta.

## Girone Nord
|                       | Pos. | Squadra           | Pt | G  | V  | N  | P  | GF | GS | DR  |
| --------------------- | ---- | ----------------- | -- | -- | -- | -- | -- | -- | -- | --- |
|                       | 1.   | Dravograd         | 61 | 26 | 18 | 7  | 1  | 66 | 18 | +48 |
|                       | 2.   | Šampion Celje     | 59 | 26 | 17 | 8  | 1  | 60 | 19 | +41 |
|                       | 3.   | Dravinja          | 46 | 26 | 13 | 7  | 6  | 49 | 27 | +22 |
|                       | 4.   | Pesnica           | 45 | 26 | 13 | 6  | 7  | 39 | 30 | +9  |
|                       | 5.   | Bistrica          | 41 | 26 | 11 | 8  | 7  | 40 | 32 | +8  |
|                       | 6.   | Zreče             | 40 | 26 | 12 | 4  | 10 | 58 | 37 | +21 |
|                       | 7.   | Videm             | 35 | 26 | 10 | 5  | 11 | 38 | 43 | −5  |
|                       | 8.   | Pohorje           | 35 | 26 | 10 | 5  | 11 | 41 | 50 | −9  |
|                       | 9.   | Mons Claudius     | 31 | 26 | 7  | 10 | 9  | 32 | 43 | −11 |
|                       | 10.  | Dobrovce          | 28 | 26 | 8  | 4  | 14 | 36 | 45 | −9  |
|                       | 11.  | Šentjur           | 24 | 26 | 7  | 3  | 16 | 34 | 65 | −31 |
|                       | 12.  | Korotan Prevalje  | 23 | 26 | 7  | 2  | 17 | 35 | 43 | −8  |
|                       | 13.  | Lenart            | 23 | 26 | 7  | 2  | 17 | 30 | 64 | −34 |
|                       | 14.  | Šmarje pri Jelšah | 19 | 26 | 6  | 1  | 19 | 26 | 68 | −42 |
| classifica, risultati |      |                   |    |    |    |    |    |    |    |     |

Legenda:
  Partecipa agli spareggi−promozione.
      Promosso in 2. SNL 2018-2019 dopo gli spareggi.
      Retrocesso nel Campionato inter−comunale.
      Escluso dal campionato.
Regolamento:
Tre punti a vittoria, uno a pareggio, zero a sconfitta.

## Girone Est
|                       | Pos. | Squadra          | Pt | G  | V  | N | P  | GF | GS | DR  |
| --------------------- | ---- | ---------------- | -- | -- | -- | - | -- | -- | -- | --- |
|                       | 1.   | Beltinci         | 64 | 26 | 20 | 4 | 2  | 62 | 21 | +41 |
|                       | 2.   | Odranci          | 57 | 26 | 18 | 3 | 5  | 62 | 29 | +33 |
|                       | 3.   | Polana           | 57 | 26 | 18 | 3 | 5  | 73 | 26 | +47 |
|                       | 4.   | Ljutomer         | 49 | 26 | 15 | 4 | 7  | 54 | 38 | +16 |
|                       | 5.   | Hotiza           | 46 | 26 | 14 | 4 | 8  | 60 | 28 | +32 |
|                       | 6.   | Grad             | 41 | 26 | 12 | 5 | 9  | 53 | 31 | +22 |
|                       | 7.   | Tromejnik        | 36 | 26 | 10 | 6 | 10 | 44 | 41 | +3  |
|                       | 8.   | Črenšovci        | 35 | 26 | 10 | 5 | 11 | 47 | 54 | −7  |
|                       | 9.   | Rakičan          | 32 | 26 | 9  | 5 | 12 | 39 | 46 | −7  |
|                       | 10.  | Turnišče         | 25 | 26 | 7  | 4 | 15 | 27 | 56 | −29 |
|                       | 11.  | Radgona          | 22 | 26 | 6  | 4 | 16 | 20 | 57 | −37 |
|                       | 12.  | Čarda            | 20 | 26 | 5  | 5 | 16 | 30 | 48 | −18 |
|                       | 13.  | Bogojina         | 19 | 26 | 6  | 1 | 19 | 23 | 74 | −51 |
|                       | 14.  | Radenska Slatina | 15 | 26 | 4  | 3 | 19 | 25 | 70 | −45 |
| classifica, risultati |      |                  |    |    |    |   |    |    |    |     |

Legenda:
  Partecipa agli spareggi−promozione.
      Promosso in 2. SNL 2018-2019 dopo gli spareggi.
      Retrocesso nel Campionato inter−comunale.
      Escluso dal campionato.
Regolamento:
Tre punti a vittoria, uno a pareggio, zero a sconfitta.
Note:
Il Rakičan non ottiene la licenza per la stagione successiva.

## Spareggi
Le vincitrici dei 4 gironi si sfidarono per 2 posti in 2. SNL 2018-2019.
| Squadra 1 | Totale | Squadra 2 | Andata     | Ritorno    |
| --------- | ------ | --------- | ---------- | ---------- |
|           |        |           | 30.05.2018 | 02.06.2018 |
| Bilje     | 2 – 1  | Dravograd | 2 – 1      | 0 – 0      |
|           |        |           | 02.06.2018 | 06.06.2018 |
| Beltinci  | 2 – 1  | Bled      | 1 – 1      | 1 – 0      |